# Yaminué
Yaminué es una localidad del departamento Nueve de Julio, en la provincia de Río Negro, Argentina. La administración local es llevada a cabo por una Comisión de Fomento organizada desde la provincia.
Se encuentra 67 km al sur de Ministro Ramos Mexía, y a 20 de Treneta, en el valle que se forma por el arroyo Yaminué, que nace en la meseta de Somuncurá.  
Cuenta con una escuela, la primaria N.º 145 Estanislao del Campo, y junto a ella funciona un jardín de infantes; además cuenta con un centro de salud y un destacamento policial.

## Toponimia
"Yaminué" proviene de la lengua günün a yajüch del pueblo Günün a küna (coloquialmente llamados Pampas Hets o Tehuelches septentrionales) de yamünü "estar" y el instrumental wü; el todo dice yamünüwü "estadero, paradero".

## Población
Contó con 92 habitantes (Indec, 2010), lo que representó un descenso del 27% frente a los 126 habitantes (Indec, 2001) del censo anterior.
El censo 2022 arrojó 74 viviendas con una población estable de 120 habitantes en el municipio.
| Gráfica de evolución demográfica de Yaminué entre 1991 y 2022 |
|                                                               |
| Fuente: Censos nacionales del INDEC                           |